# Tipula (Lunatipula) hybrida
Tipula (Lunatipula) hybrida is een tweevleugelige uit de familie langpootmuggen (Tipulidae). De soort komt voor in het Palearctisch gebied.